# Einar Hansen (calciatore 1988)
Einar Hansen (Runavík, 2 aprile 1988) è un calciatore faroese, difensore del NSÍ Runavík.